# Délinquance en France
Pour un article plus général, voir Délinquance.
La délinquance en France est l'ensemble des infractions (crimes, délits et contraventions) commises dans ce pays sur une période et au sein d'un groupe donné.

## Types
- Délinquance violente
- Délinquance financière

## Observation et mesures
L'Observatoire national de la délinquance et des réponses pénales (ONDRP) exploite les résultats de l'enquête « Cadre de vie et sécurité » réalisée chaque année par l'Insee auprès d'environ 15 000 ménages afin de mesurer la délinquance en France métropolitaine telle qu'elle est vécue par les ménages, se démarquant ainsi des statistiques issues des plaintes enregistrées par la police et la Gendarmerie nationale.
Depuis 1988, le Conseil national des villes (CNV) est l'instance nationale consultative de la politique de la ville, qui a pour mission de conseiller le gouvernement sur les réformes à promouvoir en faveur du développement des quartiers en difficulté. L'un des grands domaines d'intervention du CNV est notamment la prévention et le traitement de la délinquance.
Depuis octobre 2015, des statistiques publiques sur l'insécurité et la délinquance sont publiées par le Service statistique ministériel de la sécurité intérieure (SSMSI) sur le site Interstats.

### Critiques
Pour autant le manque de distance et d'analyse critique par l'Observatoire national de la délinquance des chiffres officiels fournis par les agences policières est mis en avant par des chercheurs, tels Jean-Hugues Matelly et Christian Mouhanna, qui pointent par ailleurs les « erreurs » et les techniques de manipulation affectant les données policières. Au-delà de la question des erreurs et remaniements, le sujet des indicateurs/"politique du chiffre" affecte objectivement l'organisation même de la Police.

## Évolution

### Période 2000 - 2009
Sur trois ans (2006-2009), le nombre de ménages se déclarant victimes que le nombre de vols et tentatives de vols subis sont en baisse très significative. Le nombre de faits est passé de plus de 3 millions en 2006 à 2,8 millions en 2009. Sur les atteintes aux biens, les sondés ont déposé environ 1,5 million de plainte en 2009, un chiffre équivalent à celui déclaré par les forces de l'ordre. Pour les violences, les femmes sont de plus en plus victimes de violences sur la voie publique.
Le sentiment d'insécurité augmente faiblement de 19,5 à 20,5 % entre 2006 et 2009. Dans le même temps, la proportion de personnes se sentant « souvent » en insécurité a diminué, de 2,6 à 2,5 %.

### Période 2010 - 2019
En 2010, selon une enquête de l'ONDRP et de l'Insee sur 16 000 ménages sondés, y ont répondu. Les atteintes aux biens ont diminué, tandis que les violences ont augmenté, entraînant une légère hausse du sentiment d'insécurité. Ces tendances sont corrélées avec celles de l'« état 4001 » du ministère de l'Intérieur.
En 2019, le journal Le Figaro faisait état du bilan des chiffres officiels de la délinquance publiés par le service statistique du ministère de l'Intérieur. Une dégradation de l'insécurité était mise en évidence, notamment au niveau des violences et des homicides, tous deux en nette augmentation.
|          |                                                    | 2019   | 2018  | 2017  | 2016  | 2015  | 2014  | 2013  | 2012   | 2011   | 2010  |
| Logement | Cambriolage et tentative                           | 489,5  | 569,3 | 469,6 | 488,9 | 547,7 | 533,8 | 510,9 | 513,3  | 441,2  | 388   |
| Logement | Vol dans le logement commis sans effraction        | 250, 6 | 251,9 | 258   | 275,7 | 265,9 | 234,5 | 272,8 | 264 ,1 | 261,7  | 278,7 |
| Logement | Destruction ou dégradation volontaires du logement | 579,9  | 641,7 | 658   | 631,5 | 592,7 | 677,4 | 778,8 | 741,9  | 796 ,6 | 828,3 |
| Voiture  | Vol ou tentative de vol de voiture                 | 197,8  | 210,5 | 238,5 | 233,7 | 213   | 263   | 238,6 | 257,5  | 357,8  | 369   |
| Voiture  | dont réussi                                        | 33,7   | 53,3  | 48,8  | 42,9  | 67,9  | 73,5  | 65,2  | 70,4   | 85,3   | 88,9  |

|                                                                  | 2019  | 2018   | 2017   | 2016  | 2015 | 2014 | 2013 | 2012 | 2011 | 2010 |
| Vols avec armes (armes à feu, armes blanches ou par destination) | 9,2   | 9,1    | 10,2   | 11    |      |      |      |      |      |      |
| Vols violents sans arme                                          | 81,5  | 83,7   | 90,3   | 95,6  |      |      |      |      |      |      |
| Vols sans violence contre des personnes                          | 728,6 | 708 ,1 | 719,7  | 714,5 |      |      |      |      |      |      |
| Cambriolages                                                     | 237,4 | 237,6  | 254,4  | 249,8 |      |      |      |      |      |      |
| Vols de véhicules (automobiles ou deux roues motorisés)          | 141,2 | 143,8  | 156    | 166,4 |      |      |      |      |      |      |
| Vols dans les véhicules                                          | 270,4 | 269,3  | 272,4  | 273,3 |      |      |      |      |      |      |
| Vols d'accessoires sur véhicules                                 | 90,4  | 95,4   | 101,8  | 106,9 |      |      |      |      |      |      |
| Destructions et dégradations volontaires                         | 616   | 620,5  | 631    | 637,9 |      |      |      |      |      |      |
| Escroqueries                                                     | 366,4 | 328,8  | 325 ,1 | 318,2 |      |      |      |      |      |      |

## Sociologie
Selon une étude de l'Insee parue en 2000, les détenus sont surtout des hommes jeunes : près de la moitié ont moins de 30 ans. La fréquence d’incarcération est maximale entre 21 et 25 ans. Mais, depuis 2000, la population carcérale a vieilli. Les milieux défavorisés sont surreprésentés, tous les indicateurs le confirment : profession, âge de fin d’études, pays de naissance. Les détenus sont souvent issus de fratries nombreuses, et ils ont fréquemment quitté tôt le domicile de leurs parents. Plus d’une union sur dix dont l’un des membres est un détenu est rompue durant le mois de son incarcération. Un détenu sur cinq suivait une formation en février 1999, date de l’enquête.
En 2013 et 2014, selon l'Observatoire national de la délinquance et des réponses pénales, près d'un quart (24 %) des personnes condamnées pour vol sont de nationalité étrangère. La hausse de près de 100 % en cinq ans de ce pourcentage est due pour partie à un meilleur recensement des nationalités et plus largement à l'implication croissante de la criminalité organisée transnationale,.

## Géographie

### Les chiffres de la délinquance pour les 10 plus grandes villes françaises (2014)
| Commune     | Nombre de crimes et délits en 2014 | Population 2014     | Taux de criminalité 2014 (calculé pour mille habitants) |
| ----------- | ---------------------------------- | ------------------- | ------------------------------------------------------- |
| Paris       | 262 859                            | 2 220 445 habitants | 118,38                                                  |
| Marseille   | 79 427                             | 858 120 habitants   | 92,56                                                   |
| Lyon        | 85 167                             | 506 615 habitants   | 168,11                                                  |
| Toulouse    | 51 485                             | 466 297 habitants   | 110,41                                                  |
| Nice        | 33 475                             | 343 895 habitants   | 97,34                                                   |
| Nantes      | 36 029                             | 298 029 habitants   | 120,89                                                  |
| Strasbourg  | 23 563                             | 276 170 habitants   | 85,32                                                   |
| Montpellier | 27 134                             | 275 318 habitants   | 98,55                                                   |
| Bordeaux    | 46 802                             | 246 586 habitants   | 189,80                                                  |
| Lille       | 51 407                             | 233 897 habitants   | 219,78                                                  |

### Classement des départements selon leur taux de criminalité en 2014[21]
| Rang | Département                  | Nombre de crimes et délits pour mille habitants |
| ---- | ---------------------------- | ----------------------------------------------- |
| 1    | Seine-Saint-Denis (93)       | 84,73 ‰                                         |
| 2    | Bouches-du-Rhône (13)        | 76,51 ‰                                         |
| 3    | Alpes-Maritimes (06)         | 72,62 ‰                                         |
| 4    | Mayotte (976)                | 70,74 ‰                                         |
| 5    | Guyane (973)                 | 68,10 ‰                                         |
| 6    | Hérault (34)                 | 64,56 ‰                                         |
| 7    | Haute-Garonne (31)           | 64,21 ‰                                         |
| 8    | Hauts-de-Seine (92)          | 63,68 ‰                                         |
| 9    | Val-de-Marne (94)            | 63,14 ‰                                         |
| 10   | Guadeloupe (971)             | 61,65 ‰                                         |
| 11   | Paris (75)                   | 59,19 ‰                                         |
| 12   | Var (83)                     | 58,82 ‰                                         |
| 13   | Val-d'Oise (95)              | 58,69 ‰                                         |
| 14   | Seine-et-Marne (77)          | 58,58 ‰                                         |
| 15   | Isère (38)                   | 56,38 ‰                                         |
| 16   | Yonne (89)                   | 55,59 ‰                                         |
| 17   | Pyrénées-Orientales (66)     | 55,39 ‰                                         |
| 18   | Vaucluse (84)                | 54,65 ‰                                         |
| 19   | Marne (51)                   | 54,43 ‰                                         |
| 20   | Loire-Atlantique (44)        | 54,17 ‰                                         |
| 21   | Gard (30)                    | 53,71 ‰                                         |
| 22   | Essonne (91)                 | 53,07 ‰                                         |
| 23   | Gironde (33)                 | 52,65 ‰                                         |
| 24   | Aube (10)                    | 50,84 ‰                                         |
| 25   | Drôme (26)                   | 50,55 ‰                                         |
| 26   | Rhône (69)                   | 50,34 ‰                                         |
| 27   | Oise (60)                    | 50,24 ‰                                         |
| 28   | Savoie (73)                  | 50,01 ‰                                         |
| 29   | Charente-Maritime (17)       | 49,73 ‰                                         |
| 30   | Meurthe-et-Moselle (54)      | 48,60 ‰                                         |
| 31   | Martinique (972)             | 48,43 ‰                                         |
| 32   | Aude (11)                    | 47,69 ‰                                         |
| 33   | Alpes-de-Haute-Provence (04) | 47,17 ‰                                         |
| 34   | Loiret (45)                  | 46,50 ‰                                         |
| 35   | Loire (42)                   | 46,04 ‰                                         |
| 36   | Seine-Maritime (76)          | 45,86 ‰                                         |
| 37   | Hautes-Alpes (05)            | 45,37 ‰                                         |
| 38   | Somme (80)                   | 45,35 ‰                                         |
| 39   | Pas-de-Calais (62)           | 45,13 ‰                                         |
| 40   | Doubs (25)                   | 44,87 ‰                                         |
| 41   | Territoire de Belfort (90)   | 44,39 ‰                                         |
| 42   | Nord (59)                    | 43,05 ‰                                         |
| 43   | Haute-Savoie (74)            | 42,93 ‰                                         |
| 44   | Hautes-Pyrénées (65)         | 42,36 ‰                                         |
| 45   | Aisne (02)                   | 42,22 ‰                                         |
| 46   | Indre-et-Loire (37)          | 42,00 ‰                                         |
| 47   | Tarn-et-Garonne (82)         | 41,82 ‰                                         |
| 48   | Haute-Marne (52)             | 41,23 ‰                                         |
| 49   | Côte-d'Or (21)               | 40,53 ‰                                         |
| 50   | Corse-du-Sud (2A)            | 40,40 ‰                                         |
| 51   | Ariège (09)                  | 40,31 ‰                                         |
| 52   | Landes (40)                  | 40,24 ‰                                         |
| 53   | Charente (16)                | 40,16 ‰                                         |
| 54   | Moselle (57)                 | 40,05 ‰                                         |
| 55   | Vienne (86)                  | 39,75 ‰                                         |
| 56   | Cher (18)                    | 39,60 ‰                                         |
| 57   | Haute-Corse (2B)             | 39,56 ‰                                         |
| 58   | Bas-Rhin (67)                | 39,32 ‰                                         |
| 59   | Puy-de-Dôme (63)             | 38,82 ‰                                         |
| 60   | Sarthe (72)                  | 38,69 ‰                                         |
| 61   | Yvelines (78)                | 38,52 ‰                                         |
| 62   | Eure-et-Loir (28)            | 38,40 ‰                                         |
| 63   | Ardennes (08)                | 38,36 ‰                                         |
| 64   | Loir-et-Cher (41)            | 38,30 ‰                                         |
| 65   | Calvados (14)                | 38,08 ‰                                         |
| 66   | Lot-et-Garonne (47)          | 37,84 ‰                                         |
| 67   | Haut-Rhin (68)               | 37,81 ‰                                         |
| 68   | Meuse (55)                   | 37,72 ‰                                         |
| 69   | Ain (01)                     | 37,41 ‰                                         |
| 70   | Nièvre (58)                  | 37,27 ‰                                         |
| 71   | Pyrénées-Atlantiques (64)    | 37,07 ‰                                         |
| 72   | Ille-et-Vilaine (35)         | 37,01 ‰                                         |
| 73   | Haute-Saône (70)             | 36,67 ‰                                         |
| 74   | Eure (27)                    | 36,63 ‰                                         |
| 75   | Orne (61)                    | 36,57 ‰                                         |
| 76   | Finistère (29)               | 36,32 ‰                                         |
| 77   | Ardèche (07)                 | 36,03 ‰                                         |
| 78   | Maine-et-Loire (49)          | 35,97 ‰                                         |
| 79   | Tarn (81)                    | 35,14 ‰                                         |
| 80   | Saône-et-Loire (71)          | 34,82 ‰                                         |
| 81   | Allier (03)                  | 34,61 ‰                                         |
| 82   | Indre (36)                   | 34,47 ‰                                         |
| 83   | Morbihan (56)                | 33,57 ‰                                         |
| 84   | Lot (46)                     | 33,52 ‰                                         |
| 85   | Vendée (85)                  | 33,43 ‰                                         |
| 86   | Haute-Vienne (87)            | 33,07 ‰                                         |
| 87   | Jura (39)                    | 32,83 ‰                                         |
| 88   | Côtes-d'Armor (22)           | 32,67 ‰                                         |
| 89   | Vosges (88)                  | 32,62 ‰                                         |
| 90   | Corrèze (19)                 | 32,54 ‰                                         |
| 91   | Mayenne (53)                 | 30,94 ‰                                         |
| 92   | La Réunion (974)             | 30,13 ‰                                         |
| 93   | Deux-Sèvres (79)             | 29,93 ‰                                         |
| 94   | Haute-Loire (43)             | 28,90 ‰                                         |
| 95   | Dordogne (24)                | 27,54 ‰                                         |
| 96   | Gers (32)                    | 27,25 ‰                                         |
| 97   | Aveyron (12)                 | 26,44 ‰                                         |
| 98   | Lozère (48)                  | 25,83 ‰                                         |
| 99   | Cantal (15)                  | 23,11 ‰                                         |
| 100  | Creuse (23)                  | 23,01 ‰                                         |
| 101  | Manche (50)                  | 22,52 ‰                                         |